# Usvyatsky (huyện)
Huyện Usvyatsky (tiếng Nga: ? райо́н) là một huyện hành chính tự quản (raion), của Tỉnh Pskov, Nga. Huyện có diện tích 1104 km², dân số thời điểm ngày 1 tháng 1 năm 2000 là 7100 người. Trung tâm của huyện đóng ở Usvyaty.